# Uropsilins
Els uropsilins (Uropsilinae) són una subfamília de tàlpids. Actualment, aquest tàxon només conté un gènere vivent, Uropsilus, que viu a l'Àsia oriental. Tanmateix els primers representants d'aquest grup aparegueren durant el Miocè inferior i s'estengueren per gairebé tot Euràsia. S'han trobat restes de Desmanella dubia als Països Catalans.